# فرانکفورتر آلگماینه زایتونگ

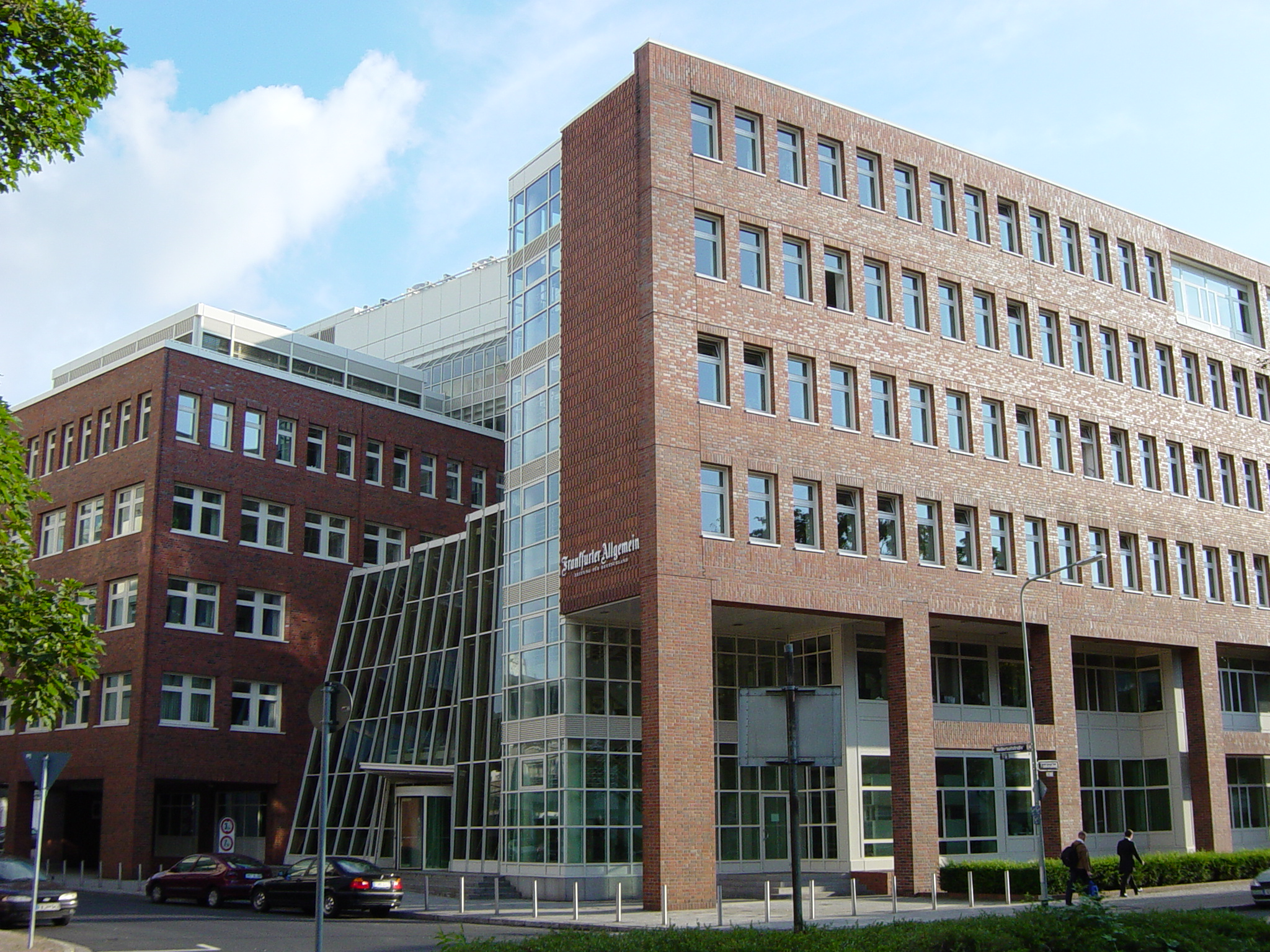
تصویری از ساختمان بخش تحریریهٔ روزنامهٔ فرانکفورتر آلگماینه در فرانکفورت

فرانکفورتر آلْگِماینه تسایتونگ (به آلمانی: Frankfurter Allgemeine Zeitung)، که به‌صورت .F.A.Z یا FAZ‎ هم نامیده می‌شود، از روزنامه‌های معتبر آلمانی‌زبان و سراسری در کشور آلمان است. این روزنامه، که یک GmbH است، عمدتاً (۵۸ درصد) به بنیاد فاتسیت تعلق دارد. .F.A.Z‎ از سال ۱۹۴۹ میلادی در آلمان منتشر می‌شود. دفتر مرکزی روزنامهٔ فرانکفورتر آلگماینه در شهر فرانکفورت قرار دارد. برخلاف عموم روزنامه‌ها، خط‌مشی این روزنامه توسط یک سردبیر تعیین نمی‌شود و سیاست‌های اصلی زیر نظر یک شورای سردبیری پنج‌نفره تبیین می‌شوند.